# Guérillero espagnol

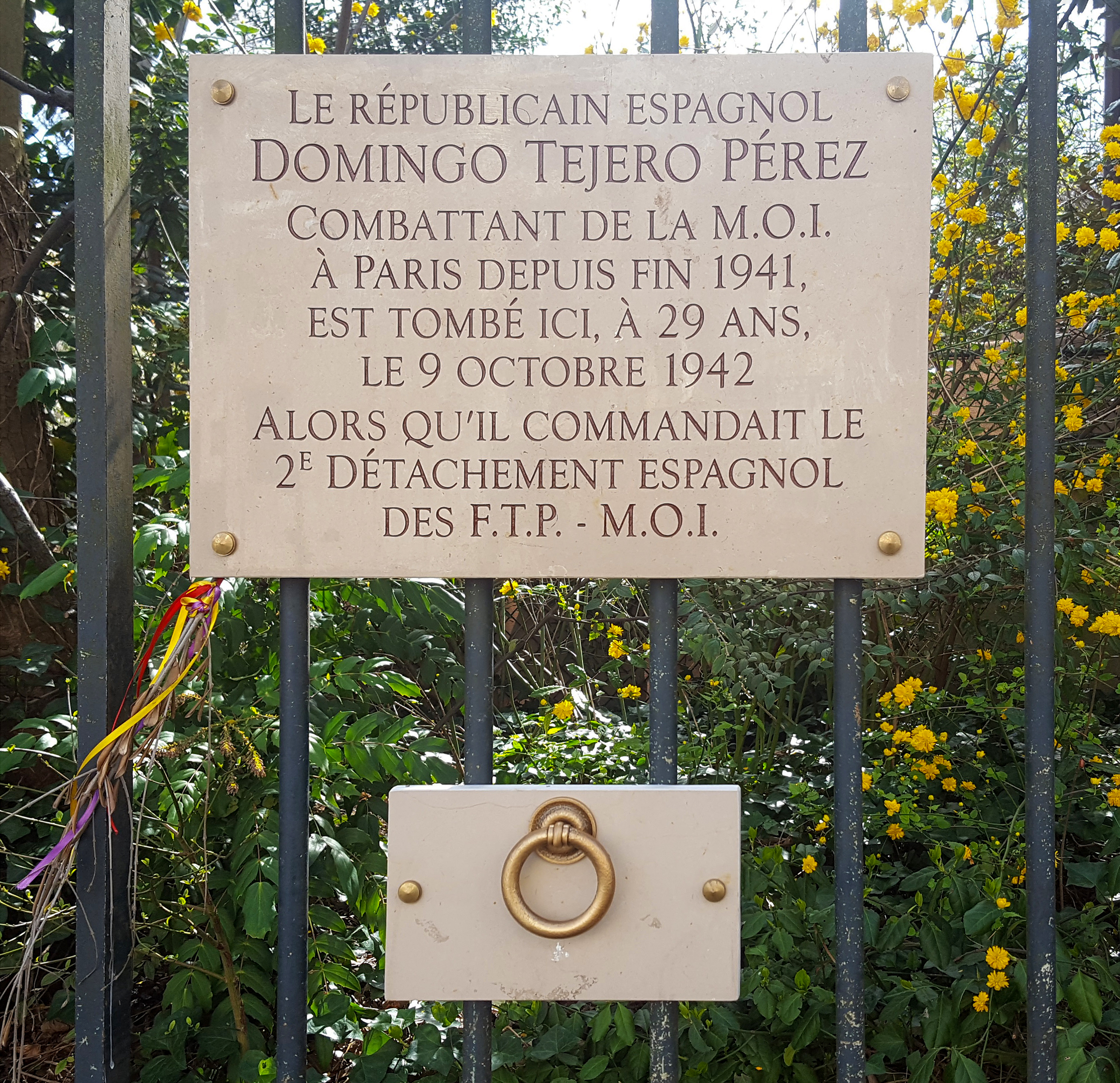
Plaque commémorative en hommage à Domingo Tejero Pérez, dans le parc des Buttes-Chaumont, à Paris.

Un guérillero espagnol est un combattant espagnol qui, après s'être battu en Espagne dans les rangs républicains contre les armées de Franco et ses alliés nazis, italiens fascistes, portugais fascistes et autres lors la guerre d'Espagne (1936-1939), s'est exilé en France et a participé activement à la résistance dans des unités autonomes, crées par le PCE, contre l'occupation allemande, au cours de la Seconde Guerre mondiale. Le terme « guérillero » est de terminologie communiste, encore usité de nos jours (exemple : les guérilleros des FARC en Amérique latine) et ne regroupe donc pas tous les Résistants Républicains Espagnols des années 40 en France. D'autres RRE ont rejoint des maquis Français dans lesquels ils ont servi, souvent les maquis Armée Secrète, individuellement ou en groupes.

## Histoire
Organisés en unités de guérilleros appelées groupes ou brigades suivant leur importance, les républicains espagnols ont participé à de nombreux combats : dans l’Aude, l'Ariège, les Pyrénées-Orientales, les Pyrénées-Atlantiques, le Gers ou le Gard. Le P.C.E (Parti Communiste Espagnol) est à l'origine de la création de ces unités dans la France occupée. Les cadres de ces unités étaient des membres du PCE et souvent d'anciens officiers de l'Armée Républicaine Espagnole. Homologués officiers des FFI, la majorité d'entre eux ont été décorés de la Légion d'honneur à titre militaire pour faits de guerre. Aguerris par trois années, en Espagne,  d'une guerre qui ne fut pas que civile, les unités de guérilleros servirent souvent d'appui et de soutien aux missions interalliées S.O.E. La participation des républicains espagnols à la Résistance est attestée dans 41 départements français. À la Libération, les guérilleros ont fait partie du C.N.R (Comité National de la Résistance), et ont créé l'Association des Anciens Guérilleros en France FFI (AAGEF - FFI) qui est donc depuis lors une association d'anciens combattants très active sur le plan de la mémoire résistante en France, mais aussi en Espagne. Pour des raisons injustes et obscures, cette association fut interdite d'exercice en France de 1947 à 1975 (probablement comme condition pour le rétablissement des relations diplomatiques entre la France et l'Espagne Franquiste). L'AAGEF - FFI ne sera réintégrée dans son droit de représentation qu'en 1976.
Le Monument national aux guérilleros espagnols a été édifié à Prayols (près de Foix, en Ariège), à la suite d'une souscription. Le monument est l'œuvre de l'artiste Manolo Valiente. Il a été inauguré le 5 juin 1982 en présence d'Alain Savary, ministre de l'Éducation nationale. 
Le 21 octobre 1994, François Mitterrand (président de la République française) et Felipe Gonzalez (chef du gouvernement espagnol) sont venus s'y recueillir. 
Une cérémonie est organisée chaque année (premier samedi de juin) devant ce monument, en présence des autorités civiles et militaires, par l’Amicale des anciens guérilleros espagnols en France (Forces françaises de l'intérieur). Depuis plusieurs années, les autorités Espagnoles des gouvernements de gauche ( la droite espagnole actuelle mène une obstruction systématique à la mémoire républicaine espagnole) délèguent à cette cérémonie leurs représentants à la mémoire démocratique. Des représentants Espagnols d'associations de mémoire républicaine sont également présents.

## Autres significations
Le terme de guérillero est issu du mot espagnol guerrillero signifiant « guerrier », désignant en général les combattants des guérillas. Ainsi, certains groupes espagnols ou de pays hispaniques appelés guerrilleros s'éloignent sensiblement de la notion datant de la guerre d'Espagne :
- les partisans espagnols luttant contre les troupes napoléoniennes durant la guerre d'indépendance espagnole ;
- les Guerrilleros de Cristo Rey, mouvement paramilitaire carliste actif dans les années 1970.

## Effectifs
Dans l'ouvrage Guerilleros en terre de France : les républicains espagnols dans la Résistance française, publié en 2000, les auteurs estiment à environ 12 000, le nombre total d'Espagnols engagés dans la résistance intérieure (unités de guerrilleros, FTPF, AS etc) et extérieure françaises (Forces françaises libres (FFL) dont la Nueve de la 2e DB). Concernant les effectifs des seuls guerrilleros, qui forment la partie la plus importante des résistants espagnols républicains en France, ils sont évalués à environ 10 000 à fin août 1944.

## Hommages publics

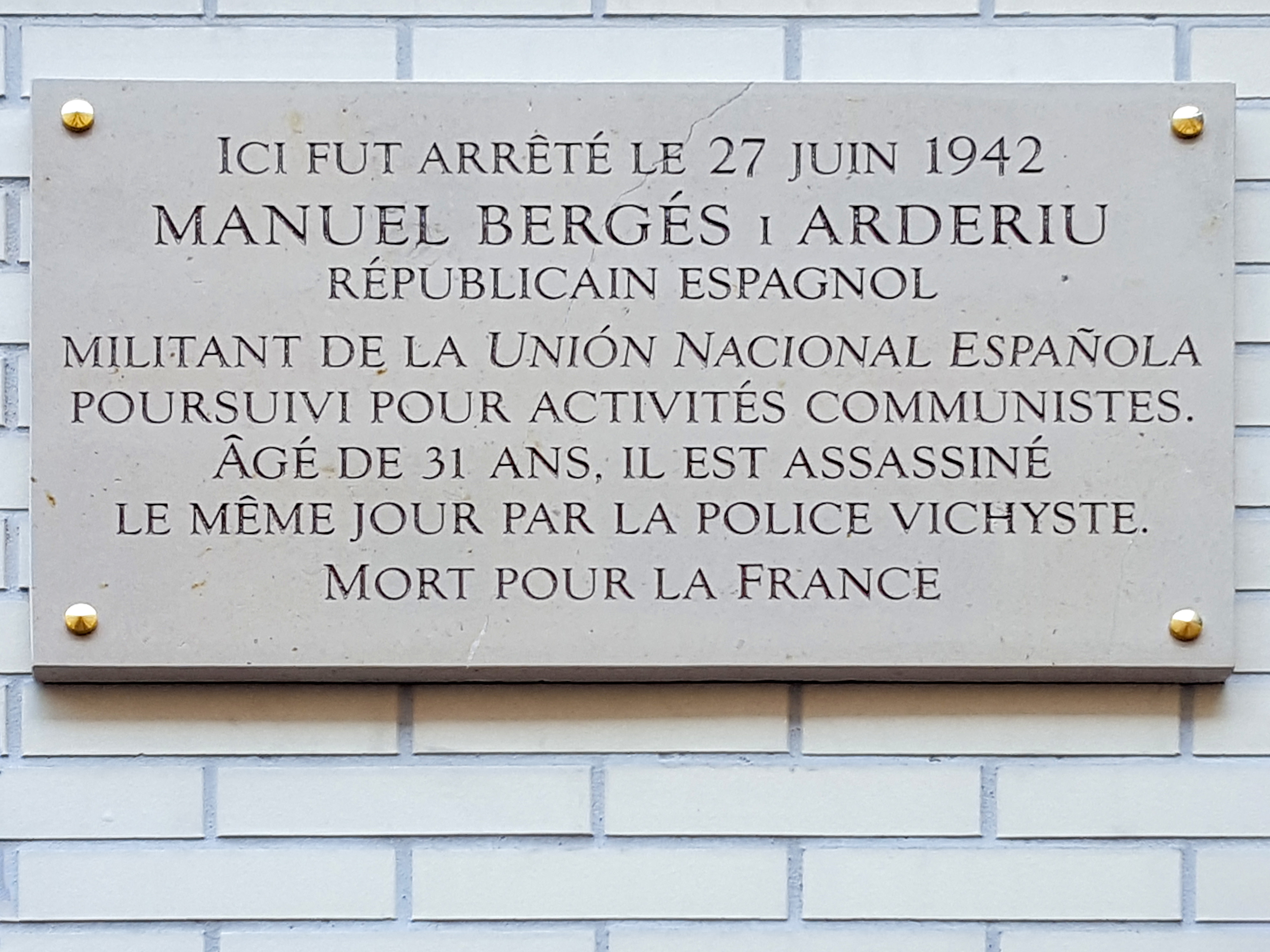
Plaque de la mairie de Paris en mémoire de Manuel Bergés, dans le 10e arrondissement de Paris.

Les guérilleros sont honorés par de nombreux hommages publics officiels, particulièrement dans le sud de la France et à Paris, notamment lors des célébrations annuelles de la Libération de Paris.
- Monument national des guerilleros à Prayols (Ariège), œuvre de l'artiste Manolo Valiente.
- Médaille de la Ville de Paris à titre collectif, échelon Grand Vermeil[5].
- Plaque en hommage à José Barón Carreño, à l'angle du boulevard Saint-Germain et de la rue de Villersexel, dans le 7e arrondissement de Paris.
- Plaque en hommage à Conrad Miret i Musté, sur les murs de la prison de la Santé, boulevard Arago, dans le 14e arrondissement de Paris[6]. Il s'agit du frère de Josep Miret i Musté.
- Plaque en hommage à Manuel Bergés i Arderiu, au 23 rue Vicq d'Azir, dans le 10e arrondissement de Paris[7].
- Plaque en hommage à Domingo Tejero Pérez sur les grilles du Parc des Buttes-Chaumont, à proximité du 6, rue Manin (19e)[8].

- Cérémonie du 24 août au cimetière parisien de Pantin[9].
- Monument en hommage aux guérilleros espagnols du Gard de la Lozère et de l’Ardèche, lieu-dit La Plaine, commune de Portes (Gard)
- Place en hommage à la résistante Conchita Ramos, dirigeante de l'Amicale des Anciens Guérilleros[10], à Toulouse[11].